# NGC 6050A
NGC 6050A (другие обозначения — IC 1179A, DRCG 34-156, UGC 10186, ZWG 108.118, MCG 3-41-93, ARP 272, KCPG 481B, PGC 57058) — спиральная галактика с перемычкой (SBc) в созвездии Геркулес.
Этот объект входит в число перечисленных в оригинальной редакции «Нового общего каталога».